# Магнитная мина
Магнитная мина — разновидность мины, например морской , присоединяемой к объекту подрыва с помощью магнитов. В английском языке называется «мина-морское блюдечко» (англ. Limpet mine) в связи со сходством по свойствам — морское блюдечко также плотно прикрепляется к камням или другим твёрдым поверхностям. Магнитную мину сбрасывает самолёт, или минный тральщик, а так же устанавливает боевой пловец — благодаря полым элементам мины её легче переносить под водой, что положительно сказывается на её плавучести.

## Типы
Обычно магнитные мины приводятся в действие при срабатывании запала. В некоторых есть элемент неизвлекаемости, который не позволяет её извлечь и нейтрализовать — в таком случае, если попытаться снять её с корпуса, она сработает. Некоторые мины оснащены также небольшой турбиной, которая приведёт к срабатыванию устройства, если корабль проплывёт определённое расстояние, поэтому могло быть так, что корабль мог затонуть либо в судоходном канале, либо в глубоководье без шансов на эвакуацию и спасение экипажа.

## Развитие мин

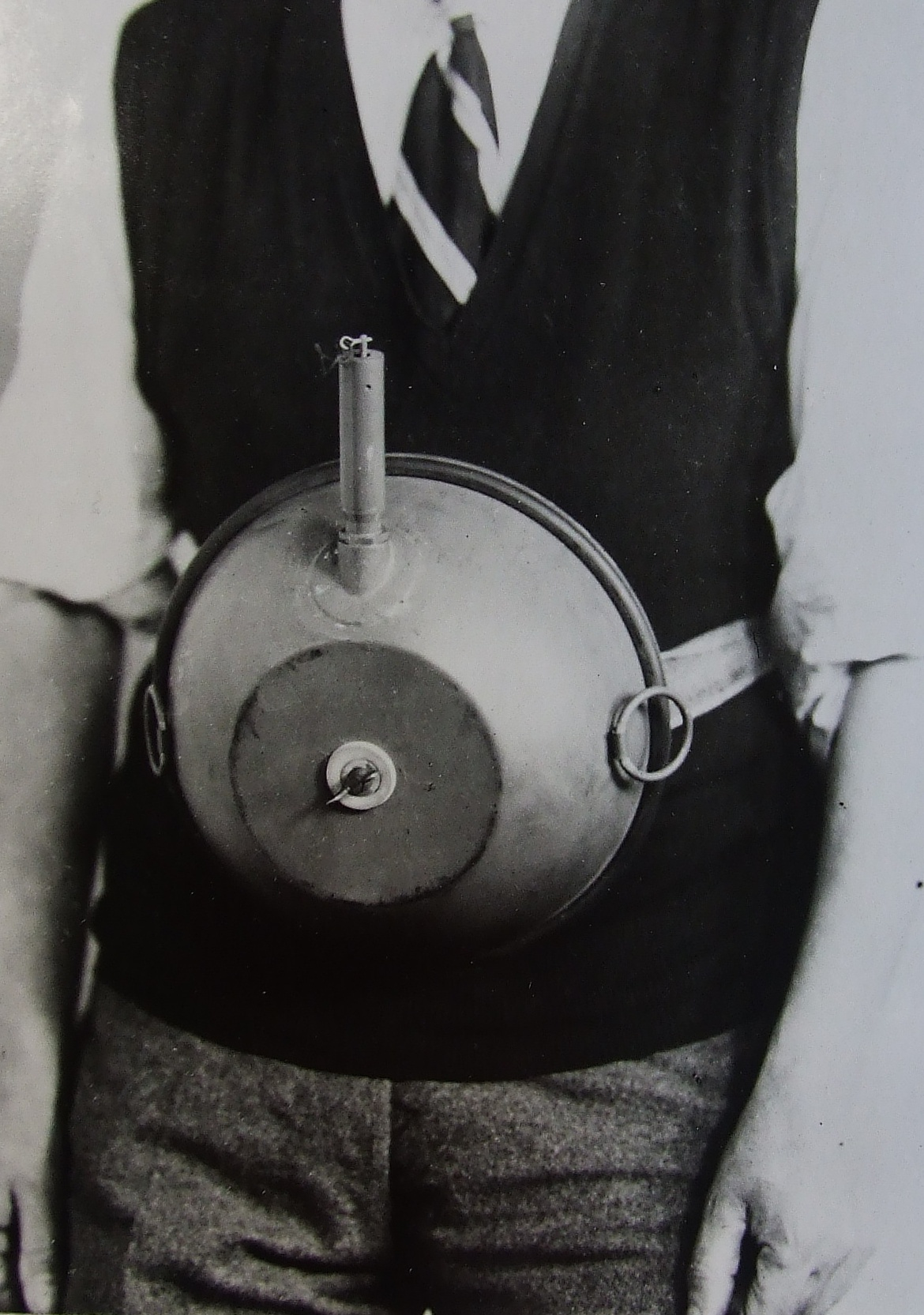
Сесил Вандепир Кларк с магнитной миной, закреплённой так, как положено её носить боевым пловцам

В декабре 1938 года в британской разведке появилось исследовательское отделение MD1, изначально называвшееся Military Intelligence (Research) (сокращённо MI(R) или MIR) и занимавшееся разработкой новых видов вооружения. Главой этого отделения был подполковник королевских инженеров Джо Холланд. В составе MIR был технический отдел MI(R)c, главой которого в апреле 1939 года был назначен майор Миллис Джефферис, знакомый Холланда.
В начале своей профессиональной деятельности Джефферис разрабатывал идею о буксируемой морской мине, которую можно было бы подтащить на гребной лодке и затем прикрепить мину к вражескому кораблю, однако проблемой было отсутствие механизма, который мог бы надёжно удержать мину на корпусе корабля. Очевидным решением проблемы было применение мощных магнитов. 17 июля 1939 года Джефферис, прочитав в научно-популярном журнале «Armchair Science» статью о магнитах из мощных сплавов, которые могли эффективно заменить любой электромагнит, обратился к редактору журнала Стюарту Макрэю с просьбой предоставить больше информации о магнитах. Макрэй в годы Первой мировой войны некоторое время работал над устройством для сброса ручных гранат с планеров и самолётов, но долгое время к этой идее не возвращался. После звонка Джеффериса Макрэй связался с Сесилом Вандепиром Кларком, директором по менеджменту в компании «Low Loading Trailer Company».
Макрэй встречался прежде с Кларком пару лет тому назад, когда был директором журнала «The Caravan & Trailer» и был впечатлён деятельностью Кларка, поэтому обратился к нему за помощью с просьбой использовать его мастерские. Макрэй и Кларк договорились разработать новое оружие, но отвергли немедленно концепцию буксируемой мины — в качестве варианта предлагалась мина, которую мог бы нести пловец и которую можно было бы прикрепить к кораблю — то, что и стало позже магнитной миной. Первые экспериментальные образцы удалось собрать за несколько недель. Особенностями нового образца оружия стало кольцо из небольших, но сильных магнитов для закрепления заряда, и тающее анисовое драже в детонаторе — этот принцип работы детонатора предоставлял диверсанту достаточно времени, чтобы отойти на безопасное расстояние от взрыва.
Незадолго до начала войны Макрэй и Холланд договорились о встрече, и Холланд предложил назначить Макрэя заместителем Джеффериса. Макрэй заступил на службу в Военное министерство как гражданское лицо в октябре 1939 года. Кларк же начал работу над совершенно секретным проектом машины для выкапывания окопов Cultivator No. 6 как гражданское лицо, а затем перешёл на военную службу, став оперативником Управления специальных операций вместе с Колином Габбинсом и возглавив одну из школ Секретной разведывательной службы. В 1942 году после перевода Макрэя в MD1 он последовал за ним туда же.
В июле 1940 года сведения о магнитных минах были опубликованы в СССР
Магнитные мины, используемые британцами во Вторую мировую войну, обладали мощностью 2 кг в тротиловом эквиваленте, однако их можно было разместить на 2 м ниже ватерлинии, что могло привести к разрушению обшивки небронированного судна и его затоплению. Агентам УСО выдавался установочный стержень длиной 1,5 м для закрепления мины. Была разработана и наземная модификация «Clam» (Клэм) — противотанковая мина, однако британцы ею так и не воспользовались, поскольку немцы ещё прежде разработали циммерит — обмазку для танков, которая защищала от прикрепления магнитных мин — и разработали аналог британской мины в виде магнитной мины Hafthohlladung, используемой бронебойщиками. Идея немцев о такой защите танков была навеяна возможными опасениями того, что в СССР ведутся разработки в области магнитных мин, хотя в СССР этому не придавалось значения. К концу войны все стороны потеряли интерес к магнитным минам.

## Применение

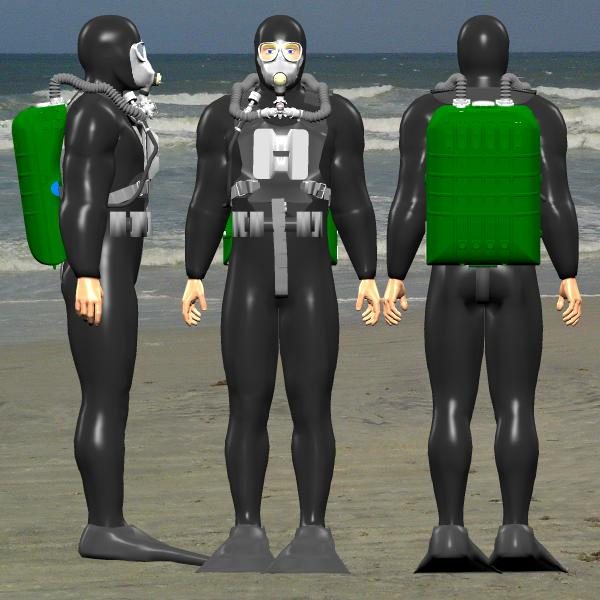
Водолаз с аквалангом ИДА-71 и нагрудной пластиной, на которую можно прикрепить магнитную мину

### Вторая мировая война
Одним из наиболее драматических примеров применения магнитной мины стала операция «Джейуик», в ходе которой 14 коммандос из специального отряда «Z» пробрались в оккупированный японцами Сингапур и подорвали в его гавани семь кораблей суммарным водоизмещением 39 тысяч тонн. Японцы, не зная о том, кто это сделал, устроили облаву на жителей города, бросив в тюрьму 57 человек и запытав до смерти 15 из них, требуя от тех выдать имена заговорщиков и диверсантов, однако никто из арестованных вообще не знал о случившемся. Также примерами служат операция «Фрэнктон», в ходе которой британцы потопили шесть кораблей в гавани Бордо (экранизация — фильм «Герои утлого судёнышка»), диверсия 1-й отдельной норвежской роты в 1944 году против судна «Монте Роза» и подрыв ею же судна «Донау» 16 января 1945 года с помощью 10 магнитных мин (взрыв прогремел не в Осло-фьорде, а на пути в Дрёбак), а также Рейд на Александрию итальянских боевых пловцов 

### 1970-е и 1980-е
Во время войны за независимость Бангладеш бенгальцы использовали магнитные мины для борьбы против кораблей ВМС Пакистана, а особенно широко они применялись в ходе операции «Джекпот». Подобные магнитные мины были у афганских моджахедов, воевавших против советских войск: моджахеды подрывали таким образом советские грузовики. Также во время Фолклендской войны был разработан план «Альхесирас», по которому аргентинские боевые пловцы должны были таким образом вывести из строя британские корабли в порту Гибралтара, но план провалился, поскольку диверсантов поймала испанская полиция.
В 1980 году с помощью магнитной мины было подорвано и затоплено китобойное судно «Сьерра», которое ушло в Португалию после ссоры с представителями Общества охраны морской фауны, а в том же году аналогично были потоплены больше половины испанских китобойных судов. 10 июля 1985 года оперативники французской разведки DGSE в гавани Окленда потопили траулер «Rainbow Warrior», в результате взрыва погиб один человек.

### Два инцидента в Оманском заливе

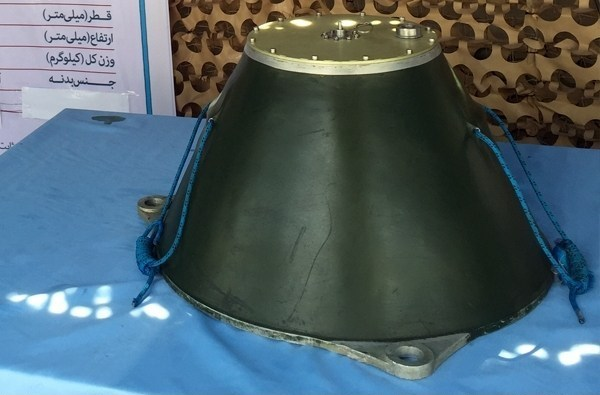
Иранская магнитная мина

12 мая 2019 года в Оманском заливе в результате взрыва пострадали четыре нефтяных танкера: причиной взрыва послужили магнитные мины. Предварительное расследование, проведённое командами следователей из ОАЭ, Норвегии и Саудовской Аравии в июне 2019 года, постановило, что случившееся было актом саботажа. 13 июня прогремели ещё два взрыва в Ормузском проливе, в результате которых пострадали японский и норвежский танкеры, а военные США обвинили в подрыве танкеров иранских военных. В качестве документальных свидетельств было предоставлено видео, на котором, по словам американцев, иранцы снимали не сработавшую должным образом мину с правого борта японского судна, в нескольких метрах впереди от места взрыва. Однако, по словам экипажа японского судна и правительства Японии, версия о нападении иранцев не выдерживает критики, поскольку мины были установлены намного выше ватерлинии, а перед взрывом к судну подлетел некий объект, после которого прогремел взрыв и образовалась брешь в судне; позже был зафиксирован и ещё один выстрел.